# Troféu Desafio Zenith Data Systems
O Troféu Desafio Zenith Data Systems foi um torneio de futebol, rotulado como uma versão não-oficial do Campeonato Mundial de Clubes e patrocinado pela Zenith Data Systems, que foi disputado no verão de 1989, em Miami, Florida. Os participantes foram o Arsenal, o campeão Inglês de 1988-89, e o Campeão Argentino de 1988, o Independiente.
O Arsenal se tornou o Campeão do Mundo não oficial depois de uma difícil vitória por 2 a 1 no Joe Robbie (agora Sun Life) Stadium. David Rocastle marcou dois gols e Carlos Alfaro Moreno marcou para os sul-americanos.

## O jogo
| 6 de agosto de 1989 | Arsenal                       | 2 – 1 | Independiente     | Joe Robbie Stadium, Miami |
|                     | David Rocastle 40', 86' (pen) |       | 65' Alfaro Moreno | Público: 10 042           |

| Arsenal | Independiente |